# Лимпыпитылькикэ (приток Тольки)
Лимпыпитылькикэ (устар. Лимп-Питыль-Кикя) — река в России, протекает по территории Ямало-Ненецкого АО. Устье реки находится в 207 км по правому берегу реки Толька. Длина реки — 16 км.

## Данные водного реестра
По данным государственного водного реестра России относится к Нижнеобскому бассейновому округу, водохозяйственный участок реки — Таз. Речной бассейн реки — Таз.
Код объекта в государственном водном реестре — 15050000112115300066441.